# A Vítima
A Vítima é uma canção do grupo brasileiro de rap Racionais MC's, lançada pela primeira vez em 2002.

## Sobre
A Vítima faz parte do álbum Nada Como um Dia Após o Outro Dia, sucedendo "Negro Drama" e antecedendo "Na Fé Firmão". Também está no álbum ao vivo 1000 Trutas, 1000 Tretas, onde é a 12ª faixa. É cantada em sua maioria por Edi Rock, com participações de Ice Blue e outras pessoas que não são integrantes do grupo.
A música faz referência à uma fatalidade que ocorreu com o cantor na madrugada de 14 de outubro de 1994, período em que o Racionais fazia até seis shows em uma noite (o daquela seria no Aeroanta, na época uma famosa casa noturna da zona oeste de São Paulo), quando Edi Rock bateu seu Opala contra uma Kombi com oito pessoas da mesma família na marginal Pinheiros, perto do shopping Eldorado. O motorista da Kombi, Ozias de Oliveira, 21, morreu pouco depois de ter sido socorrido no Hospital das Clínicas. A mulher dele, Regina Vera Nascimento Oliveira, 17, grávida de dois meses, foi hospitalizada com ferimentos graves.
“Aquele acidente foi um puxão de orelha para eu voltar para a realidade. Estava fora do chão, me achava demais, me achava o cara, que podia tirar a minha onda como quisesse. Era uma época em que era irresponsável”, ele relembra. “Aí a gente paga por nossos erros. Paguei pelo meu erro, comigo mesmo também. Foi perdida uma vida e a vida não é uma brincadeira. Hoje, sei que é importante curtir com sabedoria. A vida ensina a experiência, pelo amor ou pela dor. Levei isso por uns dois ou três anos. Continuei vendo a família [da vítima] nas audiências judiciais, me coloquei no lugar deles. Eram pessoas pobres de verdade e eles perderam o chefe da família, que iria ser pai.” Edi Rock foi condenado a indenizar a família da vítima.\